# Parc nacional del Gros-Morne
El Parc Nacional Gros-Morne es localitza a la costa oest de l'illa de Terranova, província de Terranova i Labrador, Canadà. Va ser reconegut com a Patrimoni de la Humanitat per la UNESCO el 1987. És el major parc nacional d'aquesta part del país i té una àrea de 1.805 km². El seu nom procedeix de la segona muntanya més alta de Terranova, l'altitud és de 800 metres.